# Jacques Perret
Jacques Perret (1906-1992) fue un filólogo y latinista francés, profesor de la Faculté des lettres de Paris de 1948 a 1971. Fue profesor de gramática, doctor en letras y teólogo católico. 
Fue el primero en dar a la palabra «ordenador» su significado actual de máquina informática, proponiendo esta traducción de la frase inglesa computer a IBM Francia en una carta fechada el 16 de abril de 1955 que dirigió a Christian de Waldner, director de IBM Francia.

## Jacques Perret y los orígenes troyanos de Roma
Jacques Perret dedicó su tesis doctoral a examinar la leyenda de los orígenes troyanos de Roma. Sostiene que esta leyenda se formó en una fecha relativamente tardía (principios del siglo II a. C.). La primera expresión literaria de la leyenda se encontraría en Timeo de Tauromenio, autor de la Historia del rey Pirro, antes de ser adoptada por Quinto Fabio Píctor y Nevio y desarrollada progresivamente por diversos autores hasta su forma épica definitiva en la Eneida de Virgilio. Timeo habría extraído el asunto de las Memorias de Pirro. Cuando, en el año 281 a. C., los embajadores de Tarento fueron recibidos por el rey y le pidieron ayuda en su guerra contra Roma, el recuerdo de la toma de Troya se apoderó del espíritu de Pirro y se vio a sí mismo, descendiente de Aquiles, como el campeón de los griegos y del helenismo luchando contra una nueva Troya. Según Jacques Perret, en esta visión del rey de Epiro encontraría su origen la leyenda.
Los críticos han alabado en general la amplitud de su erudición, la minuciosidad de sus demostraciones, sus brillantes hipótesis y su talento como dialéctico. Sin embargo, no les ha convencido del todo su tesis, que es, como mínimo, «indemostrable».

## La invención de la palabra «ordenador»
El latinista francés Jacques Perret es conocido fuera del mundo de la filología clásica por la invención de la palabra «ordenador». En 1955, por iniciativa de François Girard, uno de sus antiguos alumnos que se había convertido en jefe de publicidad de IBM Francia, Christian de Waldner, presidente de IBM Francia, propuso la palabra ordinateur como equivalente a la palabra inglesa computer. El término fue retenido por IBM y rápidamente adoptado por el público en general.

## Publicaciones

### Libros en francés
- Pour une étude de « l'idée de Rome ». La légende des origines de Rome, 1932.
- Siris, recherches critiques sur l'histoire de la Siritide avant 433-2, Paris, Les Belles Lettres, 1941, 306 p. (tesis complementaria).
- Les Origines de la légende troyenne de Rome, 281-31, París, Les Belles Lettres, 1942, XXX-678 p. (tesis complementaria).
- Latin et culture, 1948.
- Recherches sur le texte de « la Germanie », 1950.
- Virgile : l'homme et l'œuvre, 1952.
- Le Verbe latin, 1956.
- Horace, 1959.
- Inquiète Sorbonne, París, Hachette, 1968.
- Ressuscité ? : approche historique, FAC éditions, 1984.
- Les Accomplissements de la vie éternelle, 1989.

### Traducciones al francés
- San Agustín, La Cité de Dieu, texto en latín y traducción al francés con una introducción y notas de Jacques Perret, Toma II, 1946
- Tácito, La Germanie. Texto preparado y traducido por Jacques Perret, 1949.
- Virgile, Les Bucoliques. Edición, introducción y comentario de Jacques Perret, 1961.
- Virgile, Énéide, 1974, 1977, 1978, 1980, 1981, 1993.